# Иркутская улица (Санкт-Петербург)
Ирку́тская улица — улица в Московском районе Санкт-Петербурга. Проходит от Цветочной улицы за Люботинский проспект.

## История
Первоначальное название Тургеневская улица (от Цветочной улицы до Витебского проспекта) известно с 1900 года, дано в честь писателя И. С. Тургенева.
Современное название Иркутская улица присвоено 6 октября 1923 года по городу Иркутску, в связи с переименованием Покровской площади в площадь Тургенева.

## Достопримечательности
- Хлебтранс
- Автопарк № 1 ОАО «Спецтранс»